# Thomas Burt

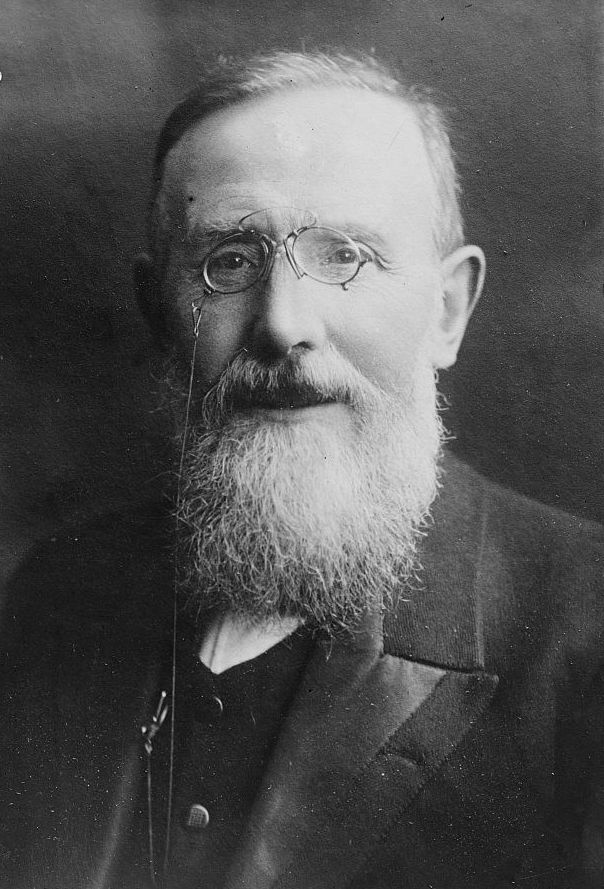
Thomas Burt

Thomas Burt, född 12 november 1837 nära North Shields i Northumberland, död 12 april 1922 i Newcastle, var en brittisk arbetarledare.
Burt var son till en kolgruvarbetare och började själv vid 10 års ålder arbetet i gruvorna. Han blev 1865 sekreterare i de northumberländska gruvarbetarnas fackförbund. Han invaldes 1874 i underhuset och var tillsammans med en annan gruvarbetare, Alexander Macdonald, en av de första verkliga arbetarrepresentanterna där. Burt tillhörde parlamentet fram till 1918. 
År 1890 var Burt en av Storbritanniens delegater vid arbetarskyddskonferensen i Berlin och 1891 ordförande i den engelska fackföreningskongressen i Newcastle. Burt tillhörde den liberala ministären Gladstone-Rosebery 1892–95 och blev 1906 ledamot av Privy council.